# Lennie Niehaus
Lennie Niehaus   (Saint Louis, 1 de juny de 1929 - Redlands, 28 de maig de 2020) fou un compositor de cinema estatunidenc conegut sobretot per les bandes sonores de les pel·lícules de Clint Eastwood.

## Inicis al Jazz
De petit es traslladava amb els seus pares de Missouri a Califòrnia. La germana de Lennie era una concertista de piano i el seu pare era un expert violinista i li ensenyava a tocar el violí a l'edat set anys. Ja de jove era un saxofonista amb talent, i en el mateix temps de graduar-se a la Universitat s'immergia al món musical del jazz i big bands, tocant en les orquestres de Jerry Wald, Mel Lewis, Shelly Manne, Jimmy Giuffre, Hampton Hawes, i el llegendari Stan Kenton.

## Orquestra Stan Kenton
Després d'acabar la universitat el 1951, Niehaus va començar amb l'Orquestra Stan Kenton i va fer una gira amb la banda durant sis mesos a la carretera. La seva associació amb Kenton es veuria interrompuda quan va ser reclutat a l'exèrcit el 1952 i va servir a Fort Ord a Califòrnia. Després de ser donat d'alta el 1954, es va unir a Kenton durant cinc anys com a saxofonista alt principal. Va compondre i fer arranjaments extensius per a la banda de Kenton, sent un solista de llarga durada i amb nombrosos arranjaments presentats als llançaments de Capitol Records de Kenton. Va tenir el mandat més llarg i més gravat de qualsevol dels principals intèrprets d'alt amb el grup, inclosos intèrprets com Charlie Mariano, Lee Konitz, Gabe Baltazar i Tony Campise. Niehaus va deixar l'orquestra de Kenton com a instrumentista el 1959 per dedicar-se a la composició musical a l'estudi; "Vaig deixar el corn i vaig començar a escriure. Va continuar servint com a arranjador de personal de Kenton als anys seixanta. Va continuar durant aquest temps escrivint i organitzant música per a actes d'animació com les King Sisters, Mel Tormé, Dean Martin i Carol Burnett.
Mentre servia a les Forces Aèrees dels EUA durant els anys 1950, Niehaus es feia amic d'un jove soldat anomenat Clint Eastwood, amb qui compartia els mateixos gustos musicals. Durant els anys 1960, Niehaus continuava sent un membre actiu de l'escena del jazz, tocant amb el grup Shorty Rogers, i reeixidament enregistrant música sota el seu propi nom.
Sense perdre les seves arrels jazzístiques, durant els anys 70, compaginava la composició de música per la TV i pel cinema, escrivint per exemple el tema de la sèrie de Mel Torme It Was A Very good Year i ajudant en l'orquestració dels treballs de Jerry Fielding i Alex North.

## Col·laboració amb Eastwood
El 1984, Eastwood, que s'havia convertit en una important estrella del cinema, anava a interpretar un thriller de policies anomenat Tightrope, i recomanava el seu vell amic Niehaus al director Richard Tuggle. Niehaus va escriure la banda sonora i començava així la seva llarga col·laboració amb Eastwood que ha inclòs disset pel·lícules - normalment amb el mateix Eastwood escrivint el tema principal, a partir del qual Niehaus componia la resta de la banda sonora.
Les col·laboracions amb Eastwood notables inclouen City Heat (1984), El genet pàl·lid (Pale Rider) (1985), Caçador blanc, cor negre (1990), Sense perdó (1992), L'aventurer de mitjanit (1993), Els ponts de Madison (1995), Space Cowboys (2000), Mystic River (2003) i Million Dollar Baby (2004).
Per a la pel·lícula aclamada per la crítica sobre la vida de Charlie Parker, Bird (1988), Eastwood demanava a Niehaus que refés els solos de saxo alt llegendaris de Parker de manera que es poguessin reenregistrar amb nous acompanyaments, rebent una nominació als premis BAFTA.
A part dels seus treballs amb Eastwood, Niehaus també va compondre les bandes sonores de pel·lícules reeixides com Sesame Street Presents Follow That Bird (1985), la guanyadora de l'Emmy Lush Life (1993), les mini-sèries de Titanic (1996), Pocahontas II: Journey to a New World (1999) i The Jack Bull (1999).
Niehaus fou també molt actiu en el camp educatiu de la música organitzant clínics, promocionant artistes, i va publicar nombrosos treballs per a concerts de banda, orquestra, i conjunts de jazz. També va escriure uns quants texts sobre pedagogia del saxòfon.

## Darrers anys i mort
A més de les seves partitures i orquestracions de pel·lícules, Niehaus va passar els seus últims anys tocant amb combos de jazz a l'àrea de Los Angeles. Va morir a Redlands, Califòrnia a l'edat de 90 anys. Tot i que no es va revelar la causa de la mort, el seu gendre va dir que probablement estava relacionada amb el cor.

## Altres partitures de pel·lícules premiades
Lennie Niehaus va escriure la música d'un altre llargmetratge relacionat amb el jazz, la pel·lícula de televisió de 1993 Lush Life, en què Forest Whitaker, que va interpretar a Charlie Parker a Bird, també va interpretar un saxofonista de jazz. Niehaus va guanyar un premi Primetime Emmy a la millor composició musical per a una minisèrie, pel·lícula o especial. El 2008 va tornar a ser nominat per Oprah Winfrey Presents: Mitch Albom's For One More Day.

## Altres treballs i publicacions educatives
El seu treball inclou Spiritual Jazz Suite, quatre peces arreglades per a quartet de metalls, tres conjunts de suites de Christmas Jazz (4 peces en cadascuna) i un Christmas Jazz Medley arranjat per a quartet de saxos. La seva publicació educativa inclou un llibre de duets de saxòfons clàssics, un llibre de mètodes principiants/intermedis/avançats per a la comprensió de la tècnica del jazz i un llibre de duets de saxos de jazz que exemplifican els estils del jazz. Després de molts anys sense tocar el seu saxo alt, Niehaus va tornar a actuar, segons es diu, en plena forma. Va tocar el saxo com a líder del seu octet al seu àlbum, Sunday Afternoons At The Lighthouse Cafe (2004).

## Filmografia
- Million Dollar Baby (2004)
- Mystic River (2003)
- Blood Work (2002)
- Clint Eastwood, American Film Maker: Out of the Shadows (2000)
- Space Cowboys (2000)
- The Jack Bull (1999)
- Pocahontas II: Journey to a New World (1999)
- True Crime (1999)
- The Fixer (1998)
- Midnight in the Garden of Good and Evil (1998)
- No Laughing Matter (1998)
- Absolute Power (1997)
- Crazy Horse (1996)
- Dog Watch (1996)
- Titanic (1996)
- Els ponts de Madison (1995)
- Lush Life (1993)
- Sense perdó (1992)
- The Rookie (1990)
- White Hunter Black Heart (1990)
- Bird (1988)
- The Child Saver (1988)
- Emanon (1987)
- Heartbreak Ridge (1986)
- Never Too Young to Die (1986)
- Ratboy (1986)
- El genet pàl·lid (1985)
- Sesame Street presents Follow That Bird (1985)
- City Heat (1984)
- A la corda fluixa (Tightrope) (1984).
- L'aventurer de mitjanit (1982)